# Горњачке планине
Горњачке планине се налазе у Источној Србији и припадају Карпатско-балканском планинском венцу. Имају правац пружања север-југ (N-S) и простиру се између Бељанице на југу и Хомољских планина на северу. Тако ова планина чини природну, западну границу између Хомоља и Горње Млаве.
Горњачке планине су разноврсног геолошког састава и због тога је дошло до велике дисецираности рељефа водотоцима (Млава, Брезничка река, Дубочица). Такође, због разноврсног геолошког састава наглашена је и вертикална разуђеност (155—911 m). Река Млава је у Горњачке планине усекла једну од најлепших клисура у Источној Србији у дужини од 16 km, кроз коју пролази регионални пут Београд — Жагубица — Бор. Због тога је ова планина добро саобраћајно повезана и приступачна свим туристима и љубитељима природе и планинарења.
Највиши врх Горњачких планина је Велики Сумуровац (911 м. н. в.) Предео између Горњачке клисуре, насеља Крепољин и Великог Сумуровца има облик заталасане површи зеленог краса са плитким удолинама, доловима и вртачама местимично обраслим храстово-грабовим шумама. На северној страни Горњачких планина смештена је најлепша пећина у Хомољу (Погана пећ) која је највише истражена и има највеће могућности за туристичку валоризацију. Ова планина је веома погодна и за алпинистичко пењање, па су љубитељи алпинизма овде стални гости. Планина је богата дивљачима, од којих доминирају јелен, дивља свиња и ситна дивљач.